# Ашира, Эванс
Эванс Оуре Ашира (англ. Evans Oure Ashira; род. 28 декабря 1969, Найроби) — кенийский боксёр, представитель средних и полусредних весовых категорий.
Выступал за национальную сборную Кении по боксу в середине 1990-х годов, серебряный призёр Всеафриканских игр в Хараре, участник летних Олимпийских игр в Атланте.
Впоследствии проживал в Дании, в 1998—2008 годах достаточно успешно боксировал на профессиональном уровне, владел титулом чемпиона мира по версии IBA, был претендентом на титулы чемпиона мира по версиям WBA и WBO.

## Биография
Эванс Ашира родился 28 декабря 1969 года в Найроби, Кения.
Приходится двоюродным братом известному кенийскому боксёру Чарльзу Овисо, участнику летних Олимпийских игр 1984 года в Лос-Анджелесе. В детстве серьёзно занимался футболом, но из-за травмы колена в конечном счёте перешёл в бокс, проходил подготовку под руководством своего брата Чарльза.

### Любительская карьера
Первого серьёзного успеха на взрослом международном уровне добился в сезоне 1995 года, когда вошёл в основной состав кенийской национальной сборной и побывал на Всеафриканских играх в Хараре, откуда привёз награду серебряного достоинства, выигранную в зачёте полусредней весовой категории — в решающем финальном поединке был остановлен тунисцем Камелем Шатером.
В 1996 году в первом среднем весе одержал победу на чемпионате Содружества в Ммабато и благодаря череде удачных выступлений удостоился права защищать честь страны на летних Олимпийских играх в Атланте. Уже в стартовом поединке категории до 67 кг со счётом 10:15 потерпел поражение от узбека Наримана Атаева и сразу же выбыл из борьбы за медали.

### Профессиональная карьера
Вскоре по окончании атлантской Олимпиады Ашира покинул расположение кенийской сборной, переехал на постоянное жительство в Данию и в марте 1998 года успешно дебютировал здесь на профессиональном уровне. Долгое время шёл без поражений, хотя выступал исключительно на домашних датских рингах, и уровень его оппозиции был не очень высоким.
В марте 1999 года завоевал вакантный титул интерконтинентального чемпиона в первом среднем весе по версии Международной боксёрской федерации (IBF), который впоследствии один раз защитил.
В июне 2001 года стал чемпионом мира в среднем весе по версии Международной боксёрской ассоциации (IBA), а также интерконтинентальным чемпионом по версии Всемирной боксёрской ассоциации (WBA).
Имея в послужном списке 23 победы без единого поражения, в 2004 году Ашира удостоился права оспорить вакантный титул чемпиона мира WBA и отправился боксировать за него в США. Тем не менее, проиграл техническим нокаутом во втором раунде претенденту из Самоа Маселино Масоэ (25-2) и не смог забрать чемпионский пояс.
В апреле 2005 года выступил на Мэдисон-сквер-гарден в Нью-Йорке, в андеркарте боя «Джеймс Тони — Джон Руис» выиграл единогласным решением судей у непобеждённого американского проспекта Квентина Смита (21-0), который после этого поражения завершил спортивную карьеру.
В сентябре 2005 года Ашире представилась возможность побороться за титул чемпиона мира в среднем весе по версии Всемирной боксёрской организации (WBO), который на тот момент принадлежал британцу Джо Кальзаге (39-0). Чемпионский бой между ними состоялся в Великобритании и продлился все отведённые 12 раундов, в итоге судьи единогласным решением отдали победу Кальзаге.
В апреле 2007 года Ашира вышел на ринг против представителя Гайаны Ховарда Истмана (41-4) в бою за вакантный титул чемпиона Содружества в среднем весе, но уступил ему единогласным судейским решением.
Завершил спортивную карьеру в 2008 году. В общей сложности провёл на профи-ринге 32 боя, из них 29 выиграл (в том числе 15 досрочно) и 3 проиграл.
Впоследствии открыл собственный зал для бокса и фитнеса в Хеллерупе, Дания.